# Liste der Weihbischöfe in Rottenburg-Stuttgart
Die folgenden Personen waren als Weihbischöfe in der Diözese Rottenburg-Stuttgart tätig:
- 1915–1927 Joannes Baptista Sproll, Titularbischof von Thebae Phthiotides (Halmiros)
- 1929–1958 Franz Joseph Fischer, Titularbischof von Zuri
- 1948–1949 Carl Joseph Leiprecht, Titularbischof von Scyrus
- 1953–1976 Wilhelm Sedlmeier, Titularbischof von Aulona
- 1970–1985 Anton Herre, Titularbischof von Calatia
- 1970–1975 Georg Moser, Titularbischof von Thiges
- 1976–1990 Franz Josef Kuhnle, Titularbischof von Sorres
- 1984–1996 Bernhard Rieger, Titularbischof von Tigava
- 1991–2017 Johannes Kreidler, Titularbischof von Edistiana
- seit 1997 Thomas Maria Renz, Titularbischof von Rucuma
- seit 2017 Matthäus Karrer, Titularbischof von Tunnuna
- seit 2019 Gerhard Schneider  Titularbischof von Abbir Germaniciana